# Master of the Rolls
Master of the Rolls је други највиши судија Енглеске и Велса и налази се испод лорда главног судије. Предсједник је Грађанског одјељења Апелационог суда.

## Дјелокруг
је изворно био чиновник задужен за чување архиве Канцеларског суда (енгл. Court of Chancery) и био је познат као Keeper of the Rolls of Chancery. Крајем 19. вијека постао је судија Високог суда и Апелационог суда. До 1958. налазио се на челу државне архиве (енгл. Public Record Office).
Именује га монарх, уз учешће лорда канцелара, на предлог поткомисије за избор (енгл. selection panel) коју формира Комисија за судска именовања (енгл. Judicial Appointments Commission). Такође, Master of the Rolls је члан Државног савјета.